# Punta d'en Jordà
La Punta d'en Jordà és un cap en forma de punxa de la costa de la Marenda del terme comunal de Cotlliure, a la comarca del Rosselló (Catalunya del Nord). Està situada a la zona nord-est del terme de Cotlliure, a mig camí del port de Cotlliure i de la Punta dels Reguers. Al seu costat oriental s'obre l'Ansa o Badia dels Reguers.